# Штейнбах, Эрвин фон

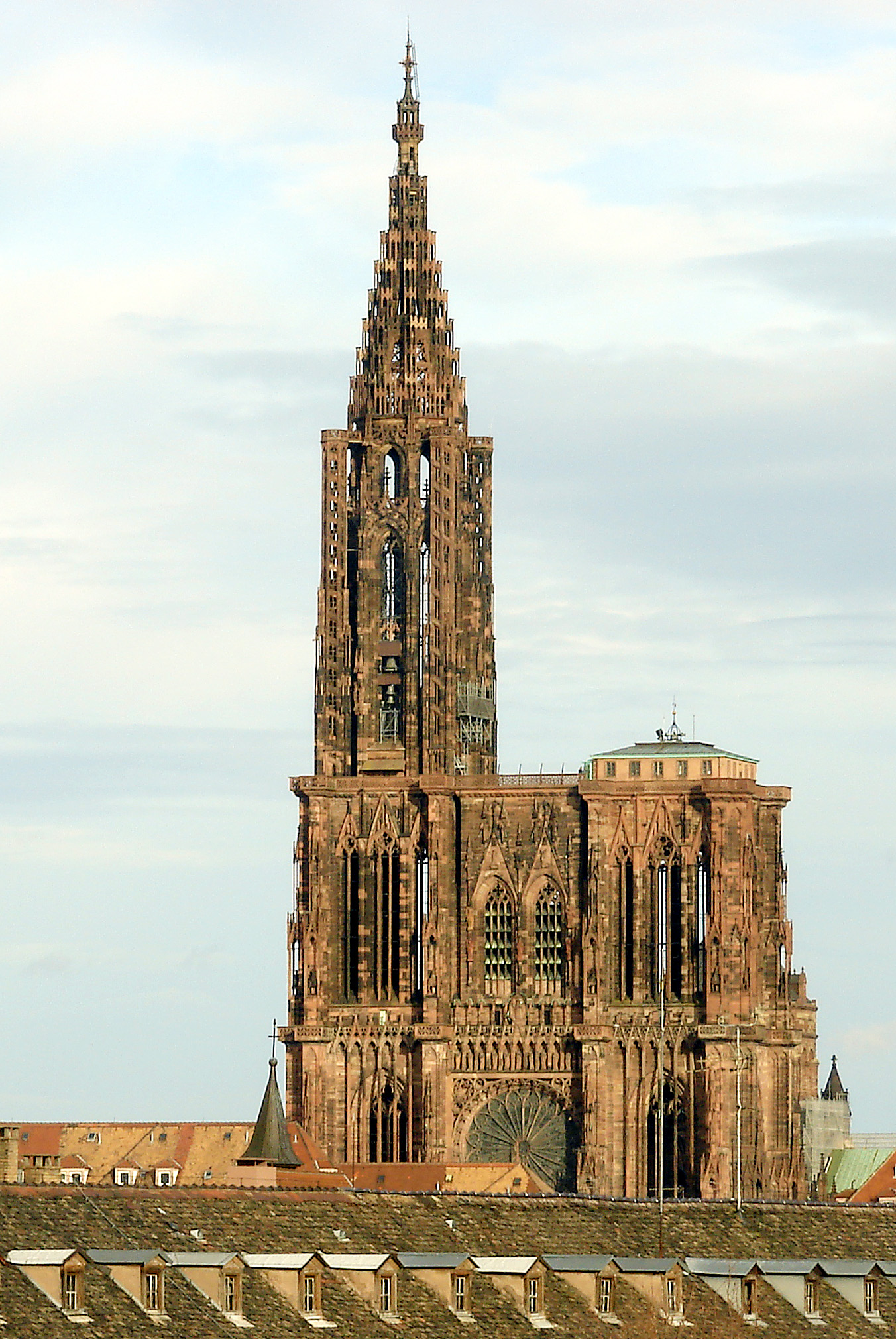
Страсбургский собор

Эрвин фон Штейнбах (нем. Erwin von Steinbach; ок. 1244 — 17 января 1318, Страсбург) — немецкий архитектор.

## Жизнь и творчество
Э. фон Штейнбах является одним из главных зодчих — создателей Страсбургского собора. И. В. Гёте в своём сочинении «О немецком зодчестве» называет фон Штейнбаха гением, равным святым. В последние годы установлено, что Штейнбах является также создателем кафедрального собора (мюнстера) в баденском городе Фрайбурге.
Над центральным входом на западном фасаде Страсбургского собора имелась надпись (не сохранившаяся), гласившая, что «мастер Эрвин фон Штейнбах 25 мая 1277 года начал эту прославленную работу». Часть собора была, впрочем, выполнена согласно планировке неизвестного французского архитектора (в 1275 году) и имеет сходство с парижским собором Нотр-Дам. Страсбургский собор, в котором Штейнбах создал нижние этажи с розой, является одним из самых замечательных произведений готической архитектуры.
В 1284 и в 1293 годах имя Эрвина фон Штейнбаха документально упоминается как руководителя (мастера) строительной мастерской при Страсбургском соборе. Построил также капеллы Марии и Иоанна при соборе. После смерти Эрвина руководителем мастерской становится его сын Иоганнес (скончался в 1339 году).
Бюст Э. фон Штейнбаха установлен в почётном зале немецкой славы Вальхалла, в Регенсбурге. На фасаде Академии художеств в Дрездене установлена в его честь памятная доска, рядом с девятью другими, восхваляющими великих художников и зодчих.
В 1936—1943 годах фондом барона фом Штейна присуждалась премия Эрвина фон Штейнбаха «за выражение алеманнского народного духа».